# Alexis Rubalcaba
Alexis Rubalcaba Polledo (Pedro Betancourt, 9 settembre 1972) è un ex pugile cubano, medaglia d'argento ai campionati mondiali di pugilato dilettanti nel 1997 e d'oro ai Giochi Panamericani nel 1999, sempre nei pesi supermassimi.
Ha partecipato anche a due edizioni dei Giochi olimpici: ad Atlanta 1996, dove sconfisse Paolo Vidoz al secondo turno prima di essere sconfitto da Paea Wolfgramm ai quarti, e Sydney 2000, dove sconfisse Cengiz Koc al primo turno e fu sconfitto ai quarti da Mukhtarkhan Dildabekov.
È stato per quattro volte campione cubano: 1996, 1997, 1999 e 2000.